# Funso Ojo
Funso Ojo (Antwerpen, 28 augustus 1991) is een Belgisch voetballer van Nigeriaanse komaf die bij voorkeur als middenvelder speelt.

## Carrière
Funso Ojo werd geboren in Antwerpen en begon met voetballen bij Olse Merksem. Op jonge leeftijd maakte hij een overstap naar Germinal Beerschot. In 2004 ruilde hij Beerschot in voor de jeugd van PSV.

### PSV
Hij debuteerde in het seizoen 2008/09 in de hoofdmacht van PSV, waar hij doorstroomde vanuit de jeugdopleiding en in 2009 zijn contract verlengde tot aan de zomer van 2013. Het was toenmalig trainer Huub Stevens die hem zijn officieel debuut in het eerste elftal gunde. Het ging om een bekerduel tegen Jong PSV. Op de laatste speeldag van de competitie mocht hij van trainer Dwight Lodeweges ook zijn debuut maken in de Eredivisie. Nadien nam Fred Rutten het roer over en werd Ojo omgevormd tot verdedigende middenvelder.
Rutten liet Ojo in het seizoen 2009/10 ook Europees aantreden. De jonge Belg mocht in augustus 2009 in de kwalificatieronde van de Europa League meespelen tegen Bnei Jehoeda Tel Aviv. Maar een grote doorbraak kwam er nooit. Ojo werd op 12 oktober 2010 wegens disciplinaire redenen teruggezet naar Jong PSV. Na de winterstop verhuurde de Eindhovense club hem voor een half seizoen aan VVV-Venlo. Daar kwam hij in totaal 11 keer in actie, 8 keer in de reguliere competitie en 3 keer in de play-offs. Na afloop van het seizoen 2010/11 keerde de Belgische middenvelder terug naar PSV, maar mocht hij van het bestuur uitkijken naar een nieuwe club.

### Beerschot
Op 17 april 2012 tekende hij een contract voor 4 seizoenen bij Beerschot AC, de club waar hij destijds opgeleid werd. Hij speelde er aanvankelijk regelmatig, maar verdween vanaf december 2012 uit de basis. Terwijl Beerschot afzakte naar de voorlaatste plaats kreeg Ojo van voorzitter Patrick Vanoppen te horen dat hij niet meer welkom is. Na het faillissement van de club was Ojo een vrije speler.

### R. Antwerp F.C.
Na een testperiode van enkele weken maakte hij in de zomer van 2013 de overstap van het failliete Beerschot A.C. naar Royal Antwerp Football Club en tekende hij er een contract voor twee seizoenen.
Echter ontbond de club in december 2013 zijn contract en stapte hij over naar FC Dordrecht. Daarmee promoveerde hij na een half jaar naar de Eredivisie. Een jaar later volgde degradatie terug naar de Eerste divisie.

### Willem II
Ojo tekende in juni 2015 een contract van 1 juli 2015 tot medio 2017 bij Willem II. Zodoende bleef hij actief in de Eredivisie.

## Statistieken[7]
| Seizoen                        | Club              | Competitie     | Competitie | Competitie | Beker | Beker | Europees | Europees | Overige1 | Overige1 | Totaal | Totaal |
| Seizoen                        | Club              | Competitie     | Wed.       | Dlp.       | Wed.  | Dlp.  | Wed.     | Dlp.     | Wed.     | Dlp.     | Wed.   | Dlp.   |
| ------------------------------ | ----------------- | -------------- | ---------- | ---------- | ----- | ----- | -------- | -------- | -------- | -------- | ------ | ------ |
| 2008/09                        | PSV               | Eredivisie     | 1          | 0          | 1     | 0     | 0        | 0        | 0        | 0        | 2      | 0      |
| 2009/10                        | PSV               | Eredivisie     | 3          | 0          | 0     | 0     | 1        | 0        | 0        | 0        | 4      | 0      |
| 2010/11                        | PSV               | Eredivisie     | 2          | 0          | 0     | 0     | 1        | 0        | 0        | 0        | 3      | 0      |
| 2010/11                        | → VVV-Venlo       | Eredivisie     | 8          | 0          | 0     | 0     | —        | —        | 3        | 0        | 11     | 0      |
| 2011/12                        | PSV               | Eredivisie     | 5          | 0          | 2     | 0     | 3        | 0        | 0        | 0        | 10     | 0      |
| 2012/13                        | Beerschot         | Eerste klasse  | 24         | 1          | 1     | 0     | —        | —        | 0        | 0        | 25     | 1      |
| 2013/14                        | Antwerp FC        | Tweede klasse  | 8          | 0          | 0     | 0     | —        | —        | 0        | 0        | 8      | 0      |
| 2013/14                        | FC Dordrecht      | Eerste divisie | 13         | 0          | 0     | 0     | —        | —        | 4        | 1        | 17     | 1      |
| 2014/15                        | FC Dordrecht      | Eredivisie     | 19         | 0          | 1     | 0     | —        | —        | 0        | 0        | 20     | 0      |
| 2015/16                        | Willem II         | Eredivisie     | 32         | 0          | 2     | 0     | —        | —        | 4        | 0        | 38     | 0      |
| 2016/17                        | Willem II         | Eredivisie     | 28         | 0          | 1     | 0     | —        | —        | 0        | 0        | 29     | 0      |
| 2017/18                        | Scunthorpe United | League One     | 41         | 2          | 2     | 0     | —        | —        | 4        | 0        | 47     | 2      |
| 2018/19                        | Scunthorpe United | League One     | 39         | 1          | 0     | 0     | —        | —        | 1        | 0        | 40     | 1      |
| 2019/20                        | Aberdeen          | Premiership    | 16         | 0          | 3     | 0     | 4        | 0        | 1        | 0        | 24     | 0      |
| 2020/21                        | Aberdeen          | Premiership    | 11         | 0          | 0     | 0     | 1        | 0        | 1        | 0        | 13     | 0      |
| 2020/21                        | → Wigan Athletic  | League One     | 23         | 0          | 0     | 0     | —        | —        | 0        | 0        | 23     | 0      |
| 2021/22                        | Aberdeen          | Premiership    | 30         | 1          | 2     | 0     | 6        | 0        | 1        | 0        | 39     | 1      |
| 2022/23                        | Port Vale         | League One     | 28         | 2          | 0     | 0     | —        | —        | 1        | 0        | 29     | 2      |
| 2023/24                        | Port Vale         | League One     | 40         | 2          | 4     | 1     | —        | —        | 5        | 1        | 49     | 4      |
| 2024/25                        | Port Vale         | League Two     | 1          | 0          | 0     | 0     | —        | —        | 1        | 0        | 2      | 0      |
| 2024/25                        | → Shrewsbury Town | League One     | 15         | 0          | 1     | 0     | —        | —        | 1        | 0        | 17     | 0      |
| TOTAAL                         | TOTAAL            | TOTAAL         | 387        | 9          | 20    | 1     | 16       | 0        | 27       | 2        | 450    | 12     |
| Bijgewerkt op 26 december 2024 |                   |                |            |            |       |       |          |          |          |          |        |        |

## Palmares
| Nationaal  |    |      |
| KNVB-Beker | 1x | 2012 |